# 前腹裸裂尻鱼
前腹裸裂尻鱼（学名：Schizopygopsis anteroventris）为輻鰭魚綱鯉形目鲤科裸裂尻鱼属的鱼类。在中国，分布于青藏高原澜沧江水系上游干支流等。體長可達30.5公分。

## 扩展阅读
維基物種上的相關：前腹裸裂尻鱼